# Dajr Ghazala
Dajr Ghazala (arab. دير غزالة) – palestyńska wioska położona w muhafazie Dżanin, w Autonomii Palestyńskiej.

## Położenie
Wioska Dajr Ghazala jest położona u podnóża południowych stoków wzgórz Gilboa, w odległości 9 kilometrów na północny wschód od miasta Dżanin.
Według danych z 2007 do wsi należały ziemie o powierzchni 6 588 ha. We wsi mieszka 850 osób.
| własność gruntów | powierzchnia gruntów (hektary) |
| ---------------- | ------------------------------ |
| Arabowie         | 4 083                          |
| Żydzi            | 0                              |
| publiczne        | 2 505                          |
| Razem            | 6 588                          |

| Rodzaj użytkowanych gruntów | hektary |
| --------------------------- | ------- |
| uprawy drzewek oliwnych     | 45      |
| uprawy nawadniane           | 160     |
| uprawy zbóż                 | 4 917   |
| nieużytki                   | 1 505   |
| zabudowane                  | 6       |

## Gospodarka
Gospodarka wioski opiera się na rolnictwie, sadownictwie i hodowli drzewek oliwnych.